# Maria Ștefan
Maria Ștefan (16 febbraio 1954) è un'ex canoista romena.

## Palmarès

### Olimpiadi
- 1 medaglia:
  - 1 oro (Los Angeles 1984 nel K4 500 metri)

### Mondiali
- 3 medaglie:
  - 3 bronzi (Nottingham 1981 nel K2 500 metri; Tampere 1983 nel K1 500 metri; Tampere 1983 nel K4 500 metri)